# Villanueva de Azoague
Villanueva de Azoague – gmina w Hiszpanii, w prowincji Zamora, w Kastylii i León, o powierzchni 19,19 km². W 2011 roku gmina liczyła 327 mieszkańców.